# Hydrillodes plicalis
Hydrillodes plicalis är en fjärilsart som beskrevs av Moore 1867. Hydrillodes plicalis ingår i släktet Hydrillodes och familjen nattflyn. Inga underarter finns listade i Catalogue of Life.